# Nemoria tisstigmaria
Nemoria tisstigmaria är en fjärilsart som beskrevs av Dyar 1912. Nemoria tisstigmaria ingår i släktet Nemoria och familjen mätare. Inga underarter finns listade i Catalogue of Life.